# 六磷化四铯
六磷化四铯是一种无机化合物，化学式为Cs4P6，具有金属光泽，它是半导体，可由铯和磷在920 K反应制得。它和磷、锰在1073 K反应，可以得到CsMn2P2。固体31P-NMR表明，Cs4P6中的P64−没有芳香性。